# Kvarteret Oron
Kvarteret Oron är en svensk TV-serie i fem delar från 1974, ursprungligen visad i TV2. Det är en filmatisering av Elin Wägners roman med samma namn från 1919. För regin svarade Carl Torell och manuset skrevs för TV av Margareta Strömstedt. Huvudrollen Brita Ribbing spelas av Solveig Ternström.

## Rollista
- Solveig Ternström – Brita Ribbing
- Kent Andersson – doktorn
- Mona Andersson – Frida
- Olof Bergström – kapten Blombergson
- Ulla Blomstrand – fröken Svensson
- Gösta Bredefeldt – Roblad
- Lars Göran Carlson – Blom
- Märta Dorff – expedit
- Nils Eklund – Nils Vallby
- Sture Ericson – Bergqvist
- Lauritz Falk – Josephson
- Åke Fridell – direktör Åxberg
- Leif Forstenberg – Rabbe
- Palle Granditsky – herr Gyllenstierna
- Lena Granhagen – Eva
- Fred Gunnarsson – kusin Sven
- Olle Hilding – Stafell
- Sven Holmberg – ordförande, livsmedelsnämnden
- Marie Isedal – Ida
- Gun Jönsson – Gerda
- Jan Erik Lindqvist – kyrkoherden
- Fillie Lyckow – Ängeln
- Ulla-Britt Norrman – Esther
- Rebecca Pawlo – 'Baby'
- Gunvor Pontén – rösträttskvinnan
- Helena Reuterblad – Bea Vallby
- Ullacarin Rydén – förvaltarfrun
- Kåre Santesson – man i matkö
- Håkan Serner – skolkassör
- Gunnel Sporr – kvinna i matkö
- Aino Taube – fru Josephson
- Birgitta Valberg – faster Anette
- Margreth Weivers – portvakterska
- Meg Westergren – fru Gyllenstierna
- John Zacharias – Sigurd
- Lisbeth Zachrisson – NK-kund
- Inga Ålenius – fru Roblad